# Reprezentacja Rosji na Mistrzostwach Świata w Narciarstwie Klasycznym 2007
Reprezentacja Rosji na Mistrzostwach Świata w Narciarstwie Klasycznym 2007 liczyła 32 sportowców. Najlepszym wynikiem było 1. miejsce Olgi Zawiałowej w biegu kobiet na 15 km.

## Medale

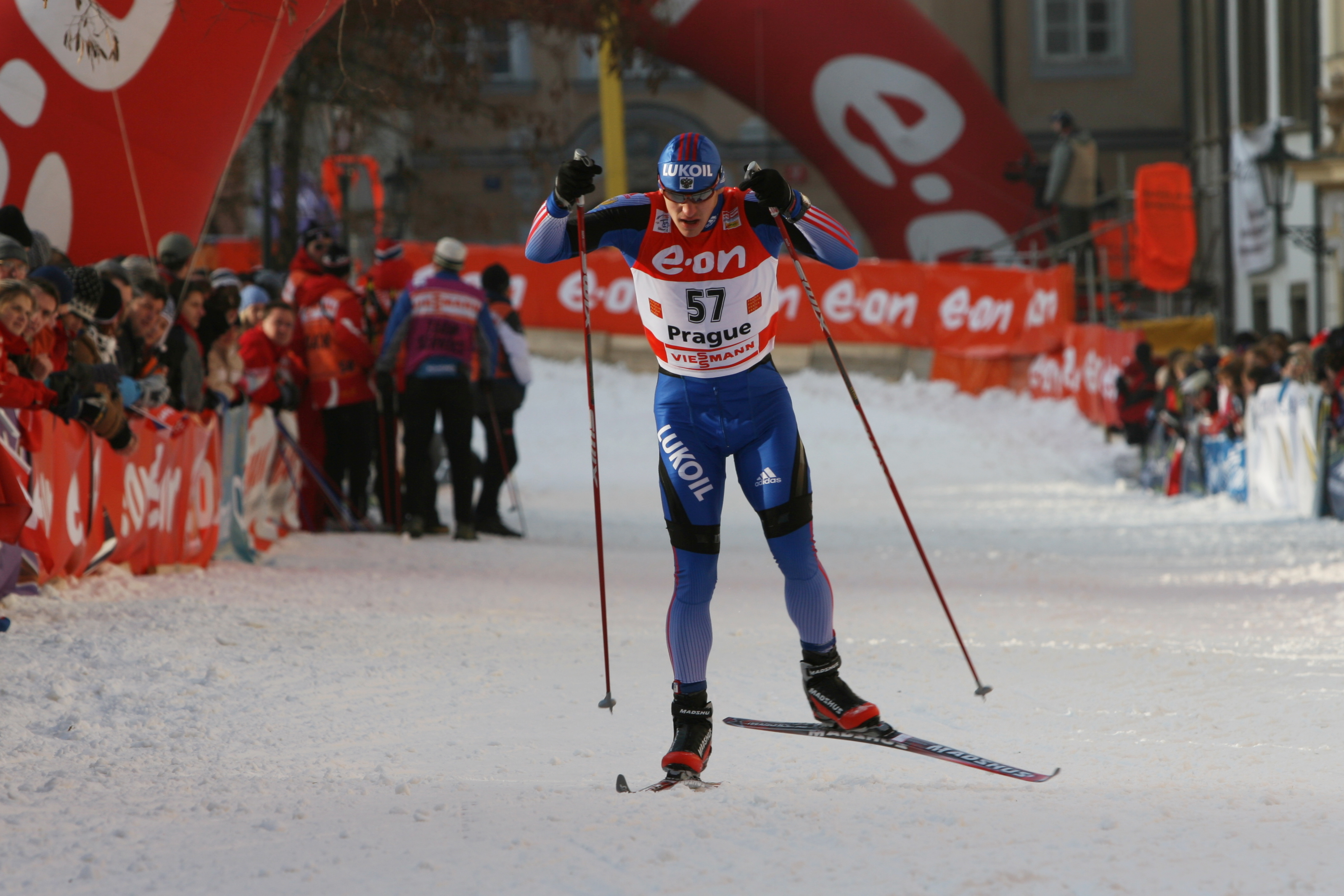
Nikołaj Moriłow

### Złote medale
- Biegi narciarskie kobiet, 15 km: Olga Zawjałowa

### Srebrne medale
- Biegi narciarskie mężczyzn, sprint drużynowy: Nikołaj Moriłow, Wasilij Roczew
- Biegi narciarskie mężczyzn, sztafeta 4 × 10 km: Nikołaj Pankratow, Wasilij Roczew, Aleksander Legkow, Jewgienij Diemientjew
- Biegi narciarskie kobiet, 10 km: Olga Zawjałowa

### Brązowe medale
Brak

## Wyniki

### Biegi narciarskie mężczyzn
Sprint
- Wasilij Roczew - 8. miejsce
- Michaił Diewjatiarow - 15. miejsce
- Nikołaj Moriłow - 20. miejsce
- Siergiej Szyriajew - zdyskwalifikowany

Sprint drużynowy
- Nikołaj Moriłow, Wasilij Roczew - 2. miejsce, srebrny medal

Bieg na 15 km
- Aleksander Legkow - 5. miejsce
- Jewgienij Diemientjew - 22. miejsce
- Nikołaj Pankratow - 37. miejsce
- Siergiej Szyriajew - zdyskwalifikowany

Bieg na 30 km
- Aleksander Legkow - 6. miejsce
- Ilja Czernusow - 31. miejsce
- Siergiej Szyriajew - zdyskwalifikowany

Bieg na 50 km
- Nikołaj Pankratow - 9. miejsce
- Iwan Ałypow - 40. miejsce
- Siergiej Nowikow - 42. miejsce
- Iwan Babikow - 46. miejsce

Sztafeta 4 × 10 km
- Nikołaj Pankratow, Wasilij Roczew, Aleksander Legkow, Jewgienij Diemientjew - 2. miejsce, srebrny medal

### Biegi narciarskie kobiet
Sprint
- Jewgienija Szapowałowa - 19. miejsce
- Natalja Matwiejewa - 23. miejsce
- Natalia Korostielowa - 27. miejsce
- Alona Sidko - 30. miejsce

Sprint drużynowy
- Jewgienija Szapowałowa, Natalja Matwiejewa - 12. miejsce

Bieg na 10 km
- Olga Zawjałowa - 2. miejsce, srebrny medal
- Natalia Korostielowa - 10. miejsce
- Jewgienija Miedwiediewa - 11. miejsce
- Julia Czekalewa - 16. miejsce

Bieg na 15 km
- Olga Zawjałowa - 1. miejsce, złoty medal
- Natalia Korostielowa - 11. miejsce
- Jewgienija Miedwiediewa - 18. miejsce
- Irina Artemowa - 24. miejsce

Bieg na 30 km
- Olga Zawjałowa - 8. miejsce
- Julia Czekalewa - 22. miejsce
- Alona Sidko - 27. miejsce
- Natalia Korostielowa - 28. miejsce

Sztafeta 4 × 5 km
- Alona Sidko, Olga Zawjałowa, Jewgienija Miedwiediewa, Natalia Korostielowa - 7. miejsce

### Kombinacja norweska
Sprint HS 134 / 7,5 km
- Siergiej Maslennikow - 21. miejsce
- Iwan Fiesienko - 36. miejsce

HS 100 / 15.0 km metodą Gundersena
- Dimitrij Matwiejew - 32. miejsce
- Siergiej Maslennikow - 33. miejsce
- Konstantin Woronin - 42. miejsce

### Skoki narciarskie
Normalna skocznia indywidualnie HS 100
- Dmitrij Ipatow - 9. miejsce
- Dmitrij Wasiljew - 10. miejsce
- Ilja Roslakow - 19. miejsce
- Dienis Korniłow - 23. miejsce

Duża skocznia indywidualnie HS 134
- Dmitrij Wasiljew - 7. miejsce
- Dmitrij Ipatow - 17. miejsce
- Ilja Roslakow - 31. miejsce
- Dienis Korniłow - 47. miejsce

Duża skocznia drużynowo HS 134
- Dmitrij Ipatow, Ilja Roslakow, Dienis Korniłow, Dmitrij Wasiljew - 6. miejsce